# Dieng Kulon
Dieng Kulon is een bestuurslaag in het regentschap Banjarnegara van de provincie Midden-Java, Indonesië. Dieng Kulon telt 3248 inwoners (volkstelling 2010).